# مسجد نقشینه بیدگل
مسجد نقشینه بیدگل مربوط به دوره تیموریان - دوره صفوی - دوره قاجار است و در آران و بیدگل، داخل شهر واقع شده و این اثر در تاریخ ۲۷ مرداد ۱۳۷۷ با شمارهٔ ثبت ۲۰۹۱ به‌عنوان یکی از آثار ملی ایران به ثبت رسیده است.